# Josh Fisher (informatico)
Joseph A. Fisher, detto Josh Fisher (...), è un ingegnere e informatico statunitense, è noto per i suoi pionieristici lavori sulle architetture VLIW.
Fisher si laureò presso l'Università di New York, mentre era dottorando sviluppò la trace scheduling, una tecnica di ottimizzazione per compilatori che permetteva di individuare da un generico codice la presenza di molte istruzioni eseguibili in parallelo. Dopo il dottorato completato nel 1979 si trasferì presso l'Università Yale come docente e porto aventi i suoi studi sulle ottimizzazioni per l'estrazione dell'Instruction level parallelism (fu lui a coniare il termine) e propose nel 1983 lo sviluppo del progetto ELI-512, un computer con architettura VLIW in grado di processore un elevato numero di istruzioni in parallelo, il computer si sarebbe avvantaggiato delle tecniche di ottimizzazione ideate da Fisher, come la trace scheduling. Le società informatiche si dimostrarono poco interessate al progetto e quindi Fisher e altri suoi colleghi abbandonarono l'università e fondarono la Multiflow, una società nata per realizzare e commercializzare i progetti VLIW sviluppati da Fischer e colleghi. Dopo alcuni anni di successo, nel 1990 la società chiuse e Fisher venne assunto dalla Hewlett-Packard come sviluppatore per architetture VLIW. Nel 2003 ricevette l'ACM/IEEE Eckert-Mauchly Award. Fisher è stato coautore del libro "Embedded Computing: A VLIW Approach to Architectures, Compilers and Tools", pubblicato nel 2005 da Morgan-Kaufmann/Elsevier. Nel 2006 si è ritirato dall'attività.